# Sean Slade
Sean Slade (14 de noviembre de 1957, Lansing, Míchigan) es un ingeniero, mezclador y productor discográfico norteamericano, cofundador en 1985 de los Fort Apache Studios junto a Paul Q. Kolderie, Jim Fitting y Joe Harvard. Los estudios se ubucaron originalmente en la localidad de Roxbury, pero más tarde se mudaron a Cambridge.
Slade y Kolderie coprodujeron el álbum debut de Radiohead, Pablo Honey, que fue publicado en 1993. Su trabajo fue fundamental para convencer a la compañía EMI Records que lanzaran el tema "Creep" como sencillo previo a la publicación del álbum. Aunque en un principio no logró el éxito comercial que se esperaba, tras la publicación del álbum fue un aplastante éxito internacional.
Slade ha grabado, mezclado o producido trabajos para artistas como Hole, Warren Zevon, Pixies, The Lemonheads, Juliana Hatfield, Morphine, Big Dipper, Dinosaur Jr., Uncle Tupelo, Tracy Bonham, Spacehog, the Mighty Mighty Bosstones, Suddenly, Tammy!, Lou Reed, The Boo Radleys, New Collisions, Sebadoh, Lush, the Go-Go's, The Dictators, Beth Sorrentino, Weezer, Kim Boekbinder, The Dresden Dolls, Echobelly, Buffalo Tom o Papas Fritas.
Coprodujo junto a Kolderie el álbum multiplatino Live Through This de Hole.
Slade se graduó en la Universidad de Yale en 1978 y más tarde de mudó a Boston. Tocó la guitarra y ocasionalmente cantó y compuso temas para la banda indie Men & Volts. Actualmente es miembro facultativo del Berklee College of Music,